# František Boublík

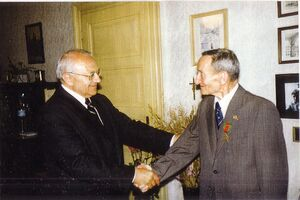
Son Colonel Raymond Pinol dekoruje JUDr. Františka Boublíka.

František Boublík (6. října 1912 Velhartice – 28. ledna 1998 Petříkov) pracovník kabinetu Msgre. Šrámka, účastník zahraničního protinacistického odboje, pracovník Ústředí pomoci Čechoslovákům (francouzsky Centre ďAide Tchécoslovaque) v Marseille, politický vězeň, nositel válečného kříže se stříbrnou hvězdou a Médaille militaire.

## Studium
Maturoval v Klatovech na gymnáziu roku 1932, pokračoval ve studiu na právnické fakultě Univerzity Karlovy. Jako vysokoškolák mohl vykonat v roce 1937 cestu do Paříže, kde se právě konala mezinárodní výstava, spolu s Kongresem Pax Romana, což je spolek sdružující katolické studenty celého světa. V roce 1938 se účastní kongresu Pax Romana s mottem „Katolický student tváří v tvář problému komunismu“ na Bledu a v Lublani.

## Protektorát
Za protektorátu vydávali jako studenti týdeník 3. Generace, ale brzy upadli v podezření gestapa a hrozilo zatčení. Na konci roku 1939 ilegálně odchází v zimě se dvěma kamarády, (jedním z nich byl budoucí kněz Josef František Rochla, kterému později pomáhá ukrývat dokumenty pro jeho práci) přes Slovensko (po udání uprchli z vazby, jednu mrazivou noc František přežil zahrabán v hnoji), Maďarsko, bývalou Jugoslávii, Bulharsko a Řecko až do Turecka a odtud dále přes Syrii až do Bejrútu, kde byl přijat, jako příslušník československé armády na jihu Francie. Následovala plavba až do Marséille.

## Francie – Maquis a Centre d'aide
Na půdě Francie ve městě Agde byl zařazen jako dobrovolník tvořené armády, k 2. pěšímu pluku 1. československé divize, s níž v květnu a červnu 1940 prodělal těžké boje ústupu francouzské armády až do uzavření příměří s poraženou Francií. Protože se nedostal do Anglie, kam původně mířil, vešel ve Francii ve styk s nově tvořeným hnutím odporu Maquis, které pomáhalo rodinám zatčených. a pracoval na statku La Croix. V oblasti Corréz tak zvláště rodinám židovského původu poskytovali na farmách úkryt a zaopatření a několik desítek jich tak zachránili před smrtí.
Po demobilizaci se stal členem střediska pro Čechy v exilu a po vytvoření podpůrného spolku Centre d'Aide (Středisko podpůrné akce) v Marseille, jehož představitelem se stal Donald A. Lowrie. Zajišťovali existenci mnoha takto postižených Čechoslováků nájmem několika farem ve vnitřní Francii neobsazeného území. Byly to statky, kde bylo možno pracovat v zemědělství, jelikož se takto pomáhalo zajištění výživy, která pomáhala hospodářství spojenému s lístky. I tam se brzy dočkali obsazení celé Francie.
Bylo to už i tam existující hnutí odporu, které sdružovalo mnoho cizinců, různé národnosti, v té době již fungujícího hnutí. S několika kamarády vstoupili do tzv. Tajné armády (Armée secrète), jež pracovala formou sabotáží, proti okupantům. V Marseille na něho vypsali zatykač, jeho fotka visela po ulicích. Podílel se na sběru kontejnerů po seskocích padákem a na sabotážích komunikačních tras u Ussel a Tulle.

## 1944 Rýn a Dunaj
Když v roce 1944 došlo k vylodění Americko-francouzské spojenecké armády, jako dobrovolník opět podepsal účast na osvobození zbývající, dosud obsazené Francie v řadách armády Svobodné Francie (FFL). Byl vytvořen tzv. pochodový pluk Rýn – Dunaj. S ním on a další kamarádi došli až před město Colmar. Jako bývalý příslušník 1. československé divize, 2. pěšího pluku byl převelen se svou polobrigádou Haute-Corréze k 1. francouzské armádě, 2. pěší marocké divizi, 1. pěšímu pluku Correze-Limousin v hodnosti praporčíka. Sloužil ve velitelské rotě spolu s další čtveřicí krajanů a větším množství Poláků. Se svou jednotkou se až do prosince 1944 účastnil těžkých bojů při ofenzivě na Belfort. Podílel na osvobození Vesoulu, Villersexelu, Montbéliardu, Belfortu a Giromagny. V polovině prosince roku 1944 měl nastoupit opět jako československý příslušník k jednotce, jež obléhala přístav Dunkerque. Válku ukončil v hodnosti nižšího důstojníka aspiranta (d'aspirant) a válečným křížem se stříbrnou hvězdou v divizním řádu (la croix de guerre avec Etoile d'Argent à l'Ordre de la Division).
Zůstal v té době v Paříži a na výzvu přítele, pracovníka ČTK Dr. Jaroslava Jíry pracoval jako pomocný člen, kritik nově vznikající vysílací stanice Radio – Eiffel, pro vysílání do Československa. Pracoval tam až skoro do konce roku 1944. Tato práce, kterou v radiu dělal, byla považována za důležitý úkol, ve vysílacím pořadu určeném pro dosud obsazené Československo. Na klinice Bichat v Paříži se pak spřátelil s kapucínem P. Ondřejem Karlem Frgalem a premonstrátem P. Heřmanem Josefem Tylem, který se zde léčil po věznění v koncentračním táboře. Chodili spolu na vycházky kolem kliniky a do města, jehož krásy a pamětihodnosti jim rád ukazoval a připomínal. Zavedl je tehdy též do rodin českých krajanů a francouzských přátel, aby se dozvěděli o jejich strádání všeho druhu.

## Návrat do vlasti
Do Československa se vrátil před Vánocemi 1945 k dokončení studia práva a nastoupil práci jako tajemník ústředního svazu dopravců. Dne 9. října 1947 dekoruje Františka Boublíka válečným křížem na francouzském velvyslanectví Francisque Gay. V tomto roce byl vyzván a nastoupil k službám místopředsedy vlády do kabinetu Msgre. Jana Šrámka (později vzpomínal na vzájemnou úctu Šrámka s Janem Masarykem). Po únoru 1948 v komunisticky vytvořené vládě už místo neměl a František Boublík se ocitl bez zaměstnání, jelikož byl nepřijatelný pro jakékoliv zaměstnání v nové éře. Byl tehdy označen, aby jako člověk, jenž se vrátil ze západu a navíc jako pracovník Šrámkova kabinetu, nezískal žádné místo. V občanské legitimaci měl razítko 25. února, což znamenalo, žádné místo, kromě manuálního pracovníka.

## Perzekuce
Stal se člověkem sledovaným, zejména po nepodařeném Šrámkově útěku, z něhož byl v podezření jako jeden z pomocníků. Patřil mezi tzv. "Šrámkovy lidovce", z nichž měli komunisté obavy. Když vypukl proces s Orly, na základě poslední pouti orelské na Sv. Hostýně, přišla pro něj státní bezpečnost a odvezla ho do Uherského Hradiště a snažila se ho, po krutých výsleších, přinutit k doznání, že s Orlem spolupracoval. „V Uherském Hradišti jsem byl bit, když jsem nechtěl doznat estébáky vykonstruovanou protistátní činnost. Krvácel jsem po úderech z nosu i z hlavy. Ve vězení jsem zde byl od 10. února do začátku června 1949 a slyšel jsem tam výkřiky bolesti.“ Grebeníček mu přerazil nos. Tehdejší předseda senátu Státního soudu v Brně dr. Horňanský pojal podezřeni, že svědkové jsou zpracováváni nedovoleným způsobem a v noci z 10. na 11. března poslal do Hradiště komisi. Když komise podala zprávu o tamním brutálním mučení lidí, dr. Horňanský odmítl pokračovat v procesu a do Brna byl delegován pražský senát. Jím byl František Boublík po třídenním líčení, odsouzen jako velezrádce na 20 let těžkého žaláře.
Jeho „velezrádná" činnost spočívala podle názoru soudu v tom, že s členy lidové strany ing. Jaroslavem Cuhrou a dr. Vojtěchem Jandečkou vytvořili ilegální skupinu a „provozovali" od března 1948  do začátku roku 1949 „činnost kvalifikovatelnou jako trestný čin podvracení republiky“. Koncem října 1948 se zúčastnil v Praze „schůze“ této „skupiny s ing. Janáčkem, na níž se mělo domluvit spojení české a moravské ilegální skupiny“. Konečná dohoda však prý byla odložena až na příští schůzi. „Skupina“ byla podle názoru soudu řízena zvenčí bývalým generálním sekretářem lidové strany Klimkem, který po únoru 1948 odešel do exilu. Pravdivé na tom je to, že Cuhra nebo Jandečka obdrželi od Klimka pozdrav z Anglie. Politické instrukce dopis neobsahoval. Boublík nebyl členem této ani jiné „protistátní skupiny“, nemohl proto domlouvat spojení údajných českých a moravských skupin. „Schůze“, o níž je v rozsudku řeč, nebyla schůzí ilegální skupiny, ale setkáním přátel. Že se na ní kriticky mluvilo o současných politických a církevních poměrech v Československu bylo tehdy jako dnes běžné, nikoliv trestné. Boublíkovi vyměřil soud vysoký trest – dvacet let ztráty svobody a vedlejší trest za velezradu (§ 1 odst. 2 zákona č. 231/48 sb).
Svoje věznění začal na Borech, odkud mnoho takto postižených odvezli na Jáchymovsko, kde se dobýval vzácný uran. Další práce, jež řídili sovětští technici, zde ho postihl vřed na dvanácterníku. Odvezli ho, jako nemocného přes krátký pobyt ve vězení v Hradci, kde pracoval v prádelně, do Kartouz a odtud na Tmavý důl, kde kopal černé uhlí. Po dvou letech pobytu v tomto táboře ho převezli zpět k dobývání uranu na Příbramsko. Byl vězněný na dole Bytíz a Vojna s dvojím překládáním. Zde se znovu setkal mimo jiné s P. Heřmanem Josefem Tylem, který ještě po zatčení Boublíkovu manželku uklidňoval, že za pár dní bude František doma. Půjde za ministrem Čepičkou, který by se měl cítit být mu zavázán z koncentráku, a ten zařídí jeho propuštění. Ten mu však nejen nevyhověl, ale sdělil mu, že na něho také dojde, což se za nedlouho skutečně stalo. Později po propuštění Tyl často rodinu navštěvoval a v pražském bytě Boublíkových i tajně přijímal do řádu nové premonstráty. P. Filip Zdeněk Lobkowicz zde roku 1984 složil slavné sliby.
Amnestován byl za prezidenta Novotného, po jedenácti a půl roků pobytu v těchto táborech, v první části, takto propuštěných vězňů – muklů, aby se mohl vrátit k rodině, ovšem státní bezpečnost ho stále sledovala. Ale zůstalo pro něj jediná možnost manuální práce, se stálým dohledem státní bezpečnosti. Teprve po pražském únoru Dubčekova jara, mohl opustit práci manuální a pracoval jako korektor cizojazyčných knih, až do svého důchodu. Znovuprojednán byl jeho proces roku 1969, kdy byl rehabilitován, neboť obžaloba shromažďovala důkazy nezákonným způsobem. Tato rehabilitace byla později zrušena. Až do svého důchodu byl sledován a vícekráte volán k výslechu. Dozor nad ním byl patrný i v době tzv. normalizace. Skutečnost, týkající se jeho osudů, odrazila se i v osudech jeho rodiny. Manželka byla ihned propuštěna ze zaměstnání v bývalé Lidové demokracii, bez možnosti najíti jakoukoliv práci. Chlapec, který se narodil již po jeho zatčení, měl potíže i při jeho školní docházce a bylo mu znemožněno studium, v němž by byl měl zálibu.

## Ocenění
Člen francouzského Résistance Francisque Gay ho roku 1947 dekoroval válečným křížem. Rehabilitován byl v roce 1991, 29. ledna 1993 byl povýšen na nadporučíka Armády České republiky. Son Colonel (plukovník) Raymond Pinol 25. června 1995 dekoroval Františka medailí PREMIERE ARMEE FRANCAISE Campagne Rhin et Danube 1944–1945. O jeho manželce Karolíně Boublíkové a jejich společném životě vyšel článek v Příloze Katolického týdeníku. Nakonec byl povýšen do hodnosti majora. V den jeho úmrtí mu byl doručen dekret z 19.1.1998, kterým mu prezident Francouzské republiky udělil jedno z nejvyšších bojových vyznamenání, Médaille militaire.
Přehled vybraných vyznamenání Františka Boublíka:
- Medaille militaire,[8][25]
- Croix de guerre avec Etoile d'Argent
- Pamětní medaile Československé armády v zahraničí
- Croix du combattant volontaire
- Médaille commémorative française de la guerre 1939–1945
- Medaille des Engages Volontaires avec Barrette Honneur et Patrie
- Médaille Interalliée de la Victoire 1914–1918
- Croix du combattant
- Médaille de la campagne Rhin et Danube 1944–1945
- Médaille commémorative des Services Volontaires dans la France Libre
- Medaile Zasloužilý bojovník proti fašismu
- Médaille de la Résistance.[26]